# Hokkaido (prefektura)
Hokkaidō (japanski: kanji 北海道, ainu アィヌ・モシリ, aynu-mosir) je prefektura u današnjem Japanu. 
Obuhvaća japanski otok Hokkaidō.  Nalazi se u chihō Hokkaidō. Glavni i najveći grad je Sapporo. Ujedno je i grad određen vladinim ukazom.
Organizirana je u 68 okruga i 180 općina. ISO kod za ovu pokrajinu je JP-01.
1. listopada 2010. u ovoj je prefekturi živjelo 5,507.456 stanovnika.
Sibmoli ove prefekture su cvijet japanska ruža hamanasu (Rosa rugosa), drvo ajanska smreka (Picea jezoensis), ptica japanski ždral (Grus japonensis) i riba ljuskavka.